# The Fox (Elton John)
The Fox è il ventunesimo album (il quindicesimo in studio) dell'artista britannico Elton John, pubblicato il 20 maggio 1981.

## Descrizione
Il disco, registrato in parecchi studi (Superbear Studios, Nizza; Sunset Sound, Los Angeles; Wessex Studios, Londra; Village Recorders, Los Angeles; EMI Studios, Abbey Road, Londra), subisce una lavorazione travagliata: dapprima prodotto da Elton e da Clive Franks, viene rifiutato dall'etichetta americana MCA Records che lo giudica poco commerciale: è così distribuito negli USA dalla Geffen Records dopo aver fatto registrare ulteriori brani ad un nuovo produttore, Chris Thomas, nel tentativo (vano) di renderlo più appetibile al pubblico.
Il risultato artistico è notevole: brani come l'imponente suite orchestrale Carla Etude/Fanfare/Chloe, la ballata Elton's Song, il blues rock di Heart in the Right Place e il pop rock di Nobody Wins e Just like Belgium hanno colpito molto positivamente l'attenzione della critica. 
The Fox è stato invece decisamente un flop da un punto di vista strettamente commerciale: compreso da pochi, raggiunse a malapena una #21 USA e una #12 inglese. Il videoclip di Elton's Song (brano registrato durante le session del precedente LP 21 at 33, insieme ad Heart in the Right Place e a Chloe) fu inoltre censurato in molte nazioni a causa dei suoi contenuti (trattava in modo evidente l'omosessualità).
Anche i singoli Nobody Wins, Chloe e Just like Belgium ebbero scarsi riscontri.
In un concerto del 1999 al Leeds Castle, Elton fece capire in modo chiaro quanto negativamente fosse stato accolto l'album in patria.
In alcune versioni CD, le tracce sono 10 in tutto (Chloe è separata da Carla Etude e da Fanfare), mentre nella versione francese del disco Nobody Wins è sostituita da J'veux de la Tendresse. Quest'ultima, canzone composta da Jean-Paul Dreau, era piaciuta ad Elton, che ne aveva fatto una cover in francese: Gary Osborne scrisse allora un testo differente in inglese, e diede così vita a Nobody Wins.

## Tracce
I brani sono stati tutti composti da Elton John e Bernie Taupin, salvo dove notato diversamente.
1. Breaking Down Barriers (Elton John, Gary Osborne) – 4:40
2. Heart in the Right Place (John, Osborne) – 5:13
3. Just like Belgium – 4:08
4. Nobody Wins (Jean-Paul Dreau, Gary Osborne) – 3:42
5. Fascist Faces – 5:10
6. Carla Etude/Fanfare/Chloe (Elton John/John, James Newton Howard/John, Osborne) – 10:10
7. Heels of the Wind – 3:37
8. Elton's Song (Elton John, Tom Robinson) – 3:03
9. The Fox – 5:10

## B-sides
| Brano                                                       | Formato                   |
| ----------------------------------------------------------- | ------------------------- |
| "Fools in Fashion"                                          | Nobody Wins 7" (US/UK)    |
| "Tortured"                                                  | Chloe 7" (US)             |
| "Can't Get Over Getting Over Losing You"                    | Just like Belgium 7" (UK) |
| "Nobody Wins (Extended Version)"                            | Nobody Wins 12" (US)      |
| "Je Veux De La Tendresse (French Version of "Nobody Wins")" | Nobody Wins 12" (US)      |

## Formazione
- Elton John - voce, cori, pianoforte
- Nigel Olsson - batteria
- James Newton Howard - sintetizzatore, vocoder, pianoforte, Fender Rhodes
- Dee Murray - basso, cori
- Stephanie Spruill - tamburello basco
- Alvin Taylor - batteria
- Reggie McBridge - basso
- Roger Linn - programmazione
- Richie Zito - chitarra
- Victor Feldman - percussioni
- Jim Horn - sax
- Mickey Raphael - armonica a bocca
- James Gilstrap, John Lehman, Carl Carwell, Roy Galloway, Oren Waters, Ronald Baker, Chuck Cissel, Clarence Ford, Venette Gould, Tamara Matoesian, Bill Champlin, Gary Osborne, Max Gronenthal, James Cleveland - cori